# SUNSHINE ON SUMMER TIME
SUNSHINE ON SUMMER TIME（サンシャイン・オン・サマー・タイム）は、DEENの10thシングル。

## 概要
- シングル『Classics Four BLUE Smile Blue』に2007年バージョンが収録される。
- キリンビールの「アイスビール」のCMソングとしてオンエアされていた。
- 当初予定されていたタイトルは「夏の翼」で、レコード店にもこの仮タイトルで発売告知がされていた。
- 韓国の歌手チェ・ジョンウォンによってカバーされている。
- 機械トラブルの為ラジオでしか流れなかった。

## 収録曲
1. SUNSHINE ON SUMMER TIME
キリンビール『アイスビール』CMソング
KBS京都制作・UHF34局ネット音楽番組『J-ROCK ARTIST COUNT DOWN 50』オープニングテーマ

1. 月に照らされて
2. SUNSHINE ON SUMMER TIME (Original Karaoke)
3. 月に照らされて (Original Karaoke)

## 収録アルバム
SUNSHINE ON THE SUMMER TIME
- 『I wish』
- 『SINGLES+1』
- 『DEEN PERFECT SINGLES +』
- 『DEENAGE MEMORY -20周年記念ベストアルバム-』
- 『DEEN The Best FOREVER 〜Complete Singles +〜』

月に照らされて
- 『Another Side Memories〜Precious Best〜』

## 参加ミュージシャン
1. 作曲:宇津本直紀
2. 作曲:山根公路

- 作詞:池森秀一
- 編曲:古井弘人
- 池森秀一: ボーカル
- 山根公路: キーボード
- 宇津本直紀: ドラム
- 田川伸治: ギター